# Las Varas (Córdoba)
Las Varas es una localidad situada en el departamento San Justo, provincia de Córdoba, Argentina. Dista 12 km de Las Varillas y 67 km de San Francisco.
Está compuesta por 1425 habitantes y su fiesta patronal se celebra el día 24 de junio, en honor a San Juan Bautista.
La localidad cuenta con una importante infraestructura cultural, entre las que se destaca: Biblioteca Popular, Pública y Municipal "Jorge Luis Borges"; Complejo Deportivo y Cultural Municipal y el Museo Municipal de Las Varas recientemente ampliado y remodelado.
En el año 2024, y en el marco de los festejos por el 120º aniversario de la localidad, la Biblioteca Nacional Mariano Moreno digitalizó el libro Terruño Centenario: Las Varas (Cba.), de Sergio J. B. Raspo. La obra puede ser consultada en el siguiente enlace:
https://catalogo.bn.gov.ar/F/?func=direct&doc_number=000922618&local_base=GENER
En la localidad funcionan diversas instituciones: el Centro de Salud “Dr. Juan Guillermo Grundy”; el Centro de Apoyo al Niño y la Familia “Bichito de Luz”; el Jardín de Infantes “Mariano Moreno”; la Escuela Primaria “Mariano Moreno”; y el I.P.E.A. Nº 403, de nivel secundario, en cuya sede también se dicta el CENMA Aimé Painé – Sede Las Varas.
Asimismo, la localidad cuenta con un Juzgado de Paz, a cargo de la Dra. Alejandra Alberto, y un destacamento policial.
La sede municipal se encuentra ubicada frente a la plaza principal.
En 1953 fue fundada la Cooperativa de Provisión de Electricidad, Obras y Servicios Públicos Limitada de Las Varas, que presta servicios de electricidad, asistencia social, y conexión a internet de alta velocidad mediante fibra óptica en el área urbana, y por enlace aéreo en la zona rural.

## Economía
La principal actividad económica es la agricultura seguida por ganadería, siendo los principales cultivos la soja y el maíz.
La producción láctea y el turismo también tienen relevancia en la economía local.
La principal empresa láctea es Cayelac, que es la principal fuente de trabajo de la localidad.

## Deporte
La localidad cuenta con el club deportivo "GRANADEROS ATLETIC CLUB".   

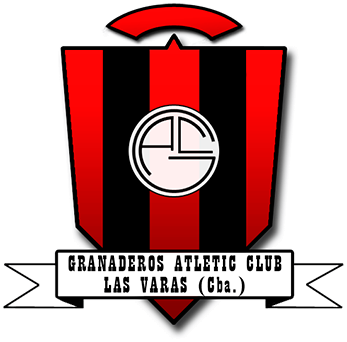
Escudo Granaderos Las Varas

Fundado el 14 de mayo de 1917 y su principal disciplina es el futbol donde participa en la Zona Sur de la Liga San Francisco de Futbol, en categorías infantiles y de primera y tercera especial. 
Cuenta también con las siguientes disciplinas: 
- Bochas: que se llevan a cabo en las  canchas de solado sintético ubicadas en la parte posterior de la sede social
- Patín: la disciplina se desarrolla en el Polideportivo Municipal.

Su sede social está ubicada en la intersección de las calles San Martín y Belgrano (Ruta Nacional 158) 

## Religión
El patrono de la localidad es San Juan Bautista. En la iglesia que lleva su nombre, recientemente renovada, se celebran los oficios religiosos de manera regular. Cada 23 de junio, en el patio del templo, se realiza la tradicional Fogata de San Juan, un evento que incluye presentaciones artísticas y convoca a numerosos vecinos. Dada la baja temperatura característica de la fecha, se ofrece a los presentes una taza de mate cocido, acompañada de tortas, galletas o bizcochos.
El 24 de junio se lleva a cabo la solemne procesión en honor a San Juan Bautista. La imagen del santo recorre diversas calles de la localidad, acompañada por representantes de instituciones locales, agrupaciones gauchas y alumnos de las escuelas.

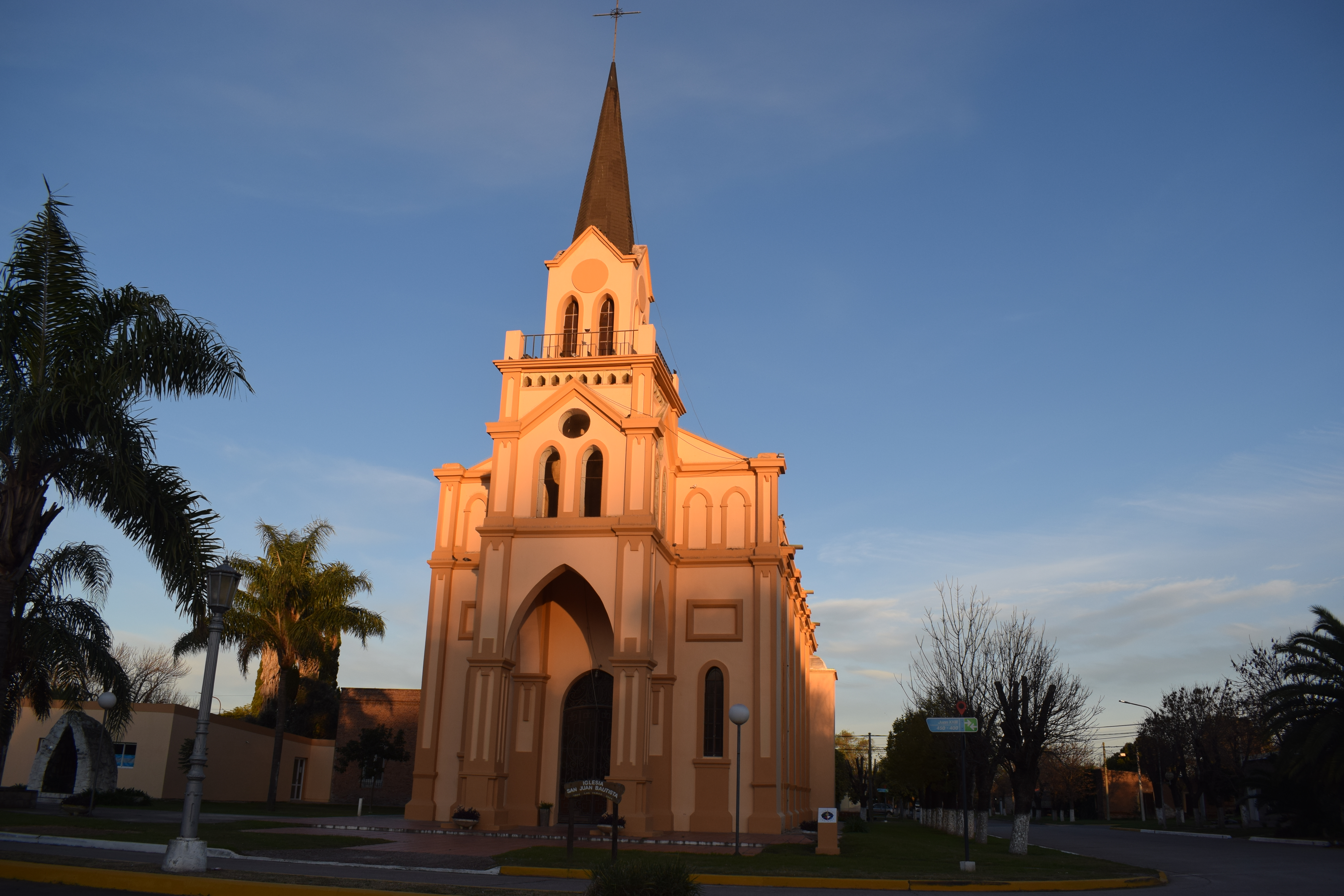
Iglesia San Juan Las Varas

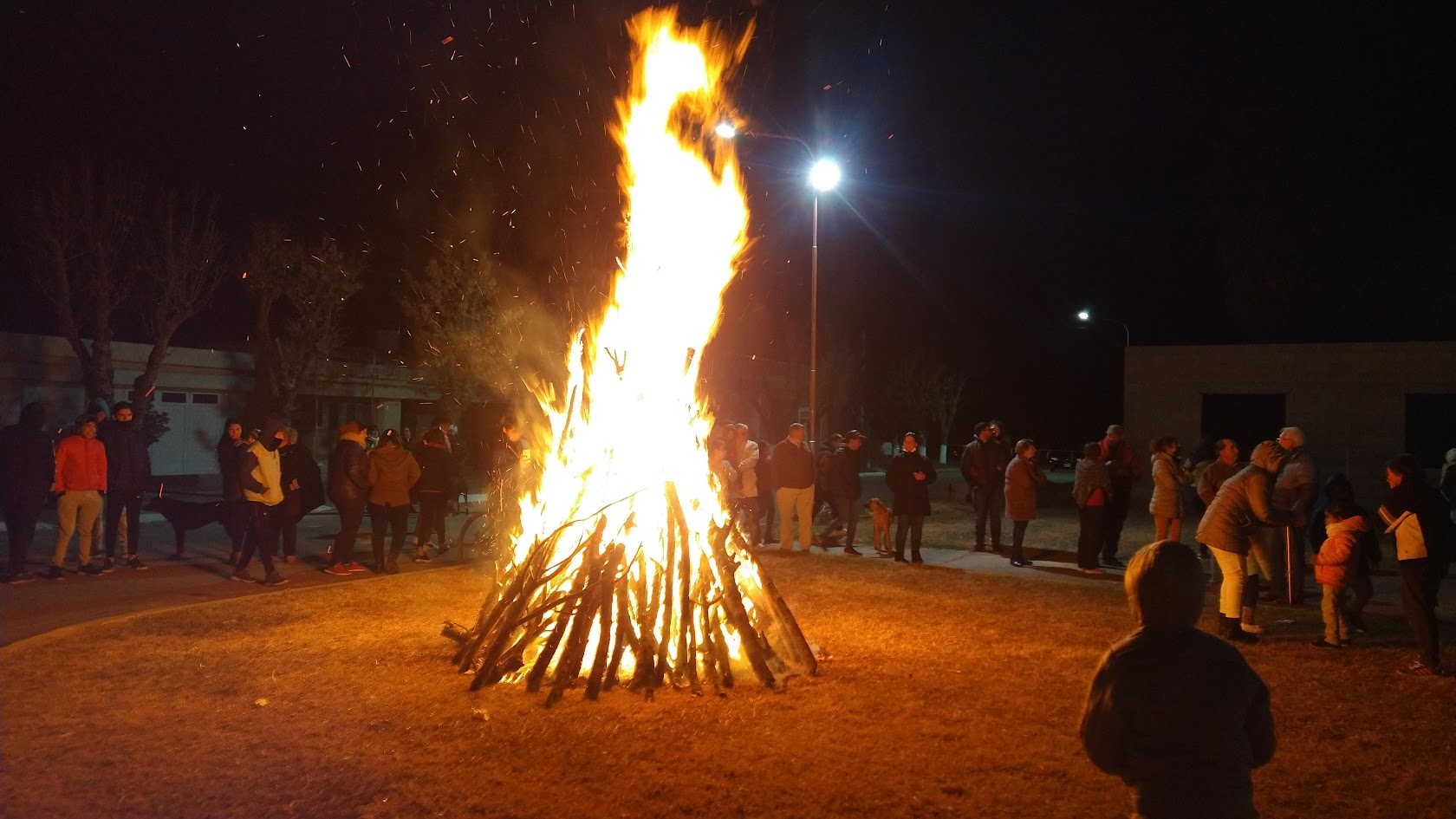
Fogata San Juan

## Personalidades
- Francisco Eduardo Gassino, militar, fue designado titular del Ejército Argentino por el presidente Raúl Alfonsín, ejerció dicha función desde el 22 de diciembre de 1988 hasta el 8 de julio de 1989

## Terruño
Toda la historia de Las Varas está reflejada en dos libros escritos por Sergio Juan Bartolomé Raspo, quien se encargó de recopilar los datos. En el primer libro "TERRUÑO: Las Varas, su vida y su gente", se comprobó fehacientemente el año de fundación de la localidad, 1904  y llevó a los festejos del centenario en el  año 2004, allí se editó una actualización del primer libro en un volumen que tiene como título "TERRUÑO CENTENARIO". Sergio Raspo dejó luego de su fallecimiento un legado fílmico de la localidad con videos desde la década del 60 donde refleja la actividad del pueblo. Fue unos de los precursores de la radiofonía regional con su programa "Testimonio" que se emitía desde Radio Regional Las Varillas, el programa salía al aire gracias a la formación del Grupo Testimonio, quienes más adelante pudieron volcar todos las noticias locales a la televisión con un programa del mismo donde se reflejaba "El Acontecer de Las Varas y la Región" y que se emitía por el canal local de la Cooperativa de Provisión de Electricidad Obras y Servicios Públicos Limitada de Las Varas.

## Clima
El clima es templado con estación seca, registrándose una temperatura media anual de 25 °C aproximadamente. En invierno se registran temperaturas inferiores a 0 °C y superiores a 35 °C en verano.
El régimen anual de precipitaciones es de aproximadamente 800 mm.